# Hålanda landskommun
Hålanda landskommun var en tidigare kommun i dåvarande Älvsborgs län.

## Administrativ historik
Kommunen bildades  i Hålanda socken i Ale härad i Västergötland när 1862 års kommunalförordningar trädde i kraft.
Vid kommunreformen 1952 uppgick den i Skepplanda landskommun som 1974 uppgick i Ale kommun. 